# Kenyon Cox

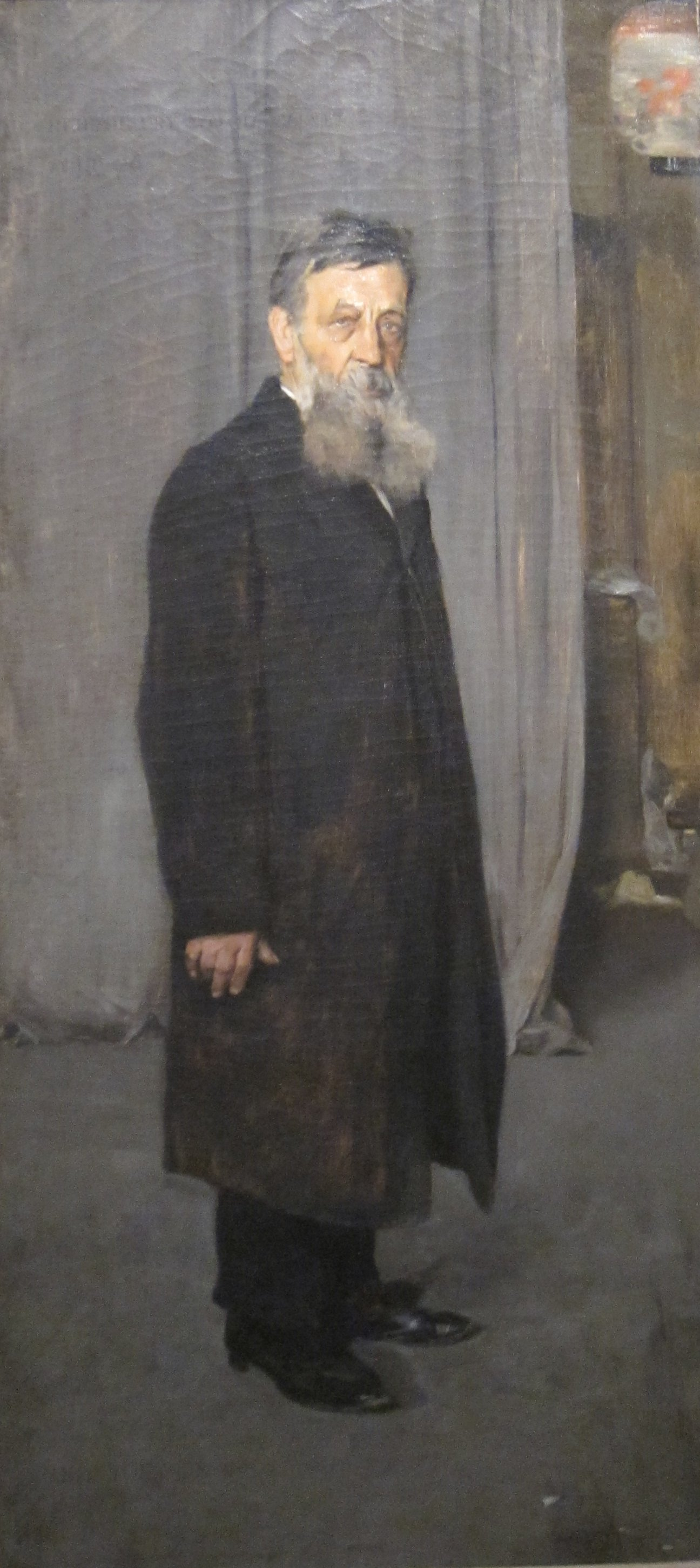
Retrato de Henry L. Fry, óleo sobre lienzo pintado por Kenyon Cox, 1883, Museo de Arte de Cincinnati.

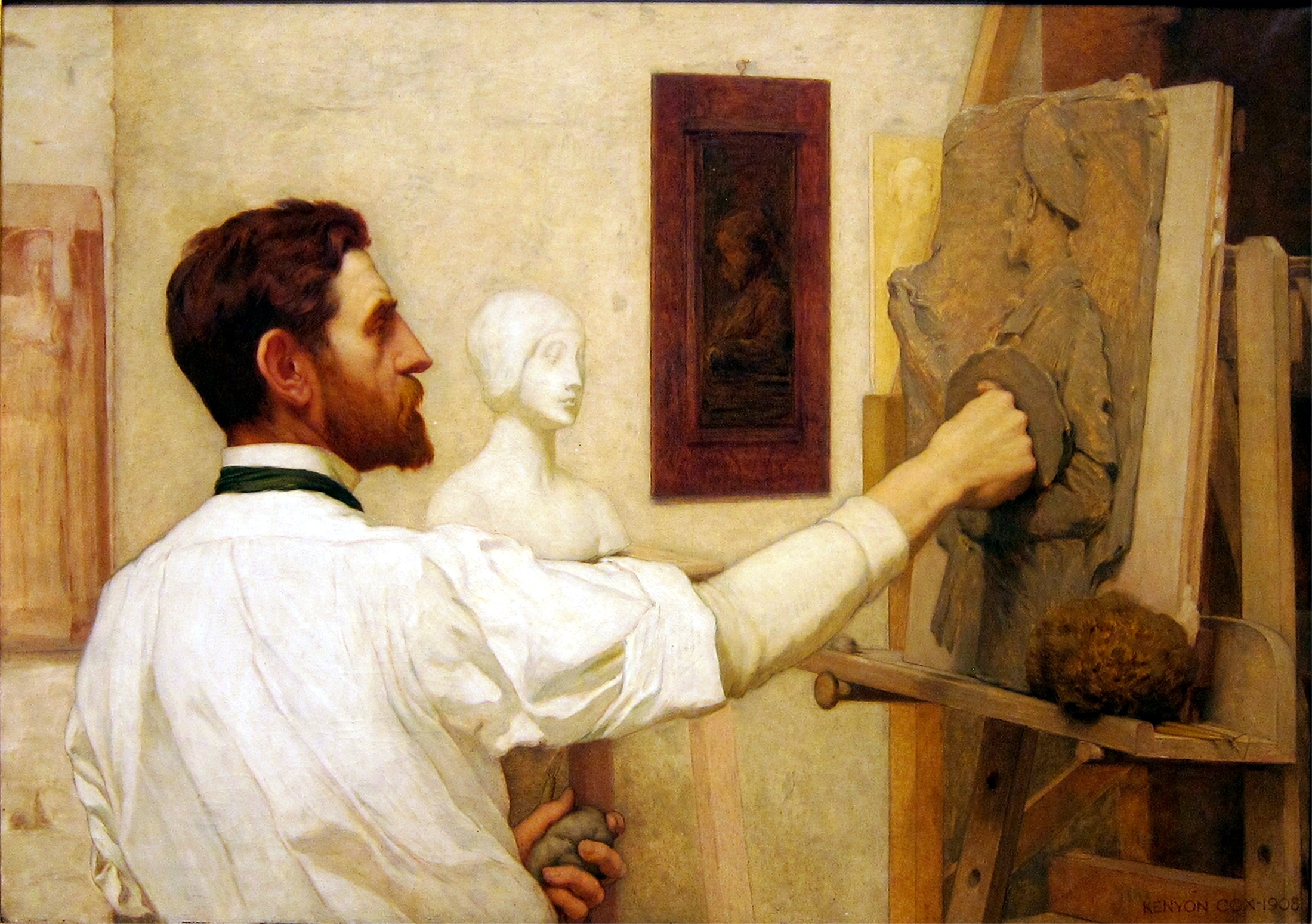
Augustus Saint-Gaudens en el Met de Nueva York, 1908.

Kenyon Cox (27 de octubre de 1856-17 de marzo de 1919) fue un pintor, ilustrador, muralista, escritor y profesor estadounidense. Cox fue uno de los primeros instructores influyentes e importantes en la Liga de estudiantes de arte de Nueva York.

## Biografía
Nació en Warren, hijo de Jacob Dolson Cox y Helen Finney Cox. Como adulto joven, Cox estudió arte en la Academia de Arte de Cincinnati (anteriormente conocida como la Escuela de Arte McMicken), pero pronto se dio cuenta de la falta de oportunidades y presencia artística en Cincinnati. Después de visitar la Exposición del Centenario en Filadelfia, Kenyon decidió que Filadelfia y la academia de arte tenían mucho más que ofrecerle que Cincinnati. Kenyon se inscribió en la Academia de Bellas Artes de Pensilvania con la esperanza de recibir una mejor instrucción y, finalmente, asegurarse una forma de estudiar en Europa.

### París y viajes
En 1877, Cox se mudó a París como muchos artistas estadounidenses de la época para ser parte de lo que él creía que era una especie de segundo renacimiento en el arte. Allí estudió en el estudio de Carolus-Duran y luego con Alexandre Cabanel y Jean-Léon Gérôme en la École des Beaux-Arts. Cox escribió sobre su impresión inicial de París diciendo que había «tanto material artístico aquí que uno casi podría estar contento de quedarse aquí y pintar durante años... Uno no puede zambullirse en una calle torcida o doblar una esquina cerrada sin encontrar más para pintar de lo que podría por meses de caza para un tema en América. Si París es así, debe ser un paraíso para los artistas».
Cox primero estudió con Carolus-Duran. Poco después, Cox comenzó a irritarse con Duran. Durante el invierno de 1877-78, Cox le escribió a su padre sobre Duran y le dijo: «Aprecio su color fuerte, amplitud, etc., etc. Pero pensé que le gustaría saber cómo me impresionó, y debo decir que me irrita una vulgaridad predominante».
Poco después de escribir esto, Cox abandonó la instrucción de Carolus-Duran y se matriculó en la École des Beaux-Arts. Sus profesores de pintura en la escuela incluyeron a Alexandre Cabanel y Jean-Léon Gérôme.
Mientras estuvo en Europa, Cox aprovechó la oportunidad para viajar por Francia e Italia y ver las obras de los maestros del Renacimiento. Más tarde escribió sobre sus viajes diciendo: «Creo que el viaje hizo más para ampliar y definir mis nociones de arte que cualquier otra cosa que me haya sucedido antes».

### Nueva York
En 1882, Cox dejó París y se mudó a Nueva York, donde continuó pintando. También empezó a hacer muchas ilustraciones, sobre todo para pagar las cuentas. Kenyon se estableció bien como ilustrador de revistas. Sus ilustraciones llegaron a un público mucho más amplio que sus pinturas.
Cox también comenzó a escribir críticas de arte (sin firmar) para el New York Evening Post. Este y otros trabajos de redacción le quitaron el tiempo a Kenyon para pintar, pero también lo ayudaron a ganarse la vida.
Cox siguió viviendo y trabajando en Nueva York durante la mayor parte de su vida. Se convirtió en un profesor influyente e importante en la Liga de estudiantes de arte de Nueva York. Cox diseñó el logotipo de la Liga que dice Nulla Dies Sine Linea o No Day Without a Line. En 1900 fue elegido miembro de la Academia Nacional de Diseño como Académico Asociado y se convirtió en Académico de pleno derecho en 1903.
Cox fue uno de los fundadores y secretario de la Liga Nacional de Artes Libres, y fue miembro de la Sociedad de Artistas Estadounidenses, la Academia Nacional de Diseño y la Academia Estadounidense de Artes y Letras y se desempeñó como Presidente de la Sociedad Nacional de Pintores Murales de 1915 a 1919.

### La memoria de un estudiante
Cox tuvo un profundo impacto en las vidas y carreras de sus estudiantes, entre los que se encontraban la pintora Margaretta S. Hinchman, residente en Filadelfia, y el artista Jerome Myers, quien estudió con Cox durante sus primeros años de formación en la Liga. Aunque Myers más tarde tomó un camino muy diferente en su propio trabajo artístico, recordó claramente a este maestro en su autobiografía de 1940, Artista en Manhattan:

Kenyon Cox belongs eminently to the traditions of my student days. At his art lectures I remember his eulogies of Michelangelo. Once he remarked that the master slept with his boots on–-which sounds so much more imposing than to sleep with one's shoes on, as I have done. In our life classroom at the old Art Students League, there was a study by Kenyon Cox of a nude girl with red hair, a magnificent example, in oils, of vital life in the raw, an unforgettable canvas. It had a hole in it when I last saw it, and I do not know what became of it. 
 
In his mature work, however, Kenyon Cox sought for classic dignity; I remember a picture of his, called "The Flight of the Ideal," that seemed to me a symbol of his aspirations. For myself, on the contrary, it was the earth that was attractive, the depicting of humans of my choice. Yet my study of the antique at art school made me sympathetic to this earnest devotee of classicism.
Kenyon Cox pertenece eminentemente a las tradiciones de mis días de estudiante. En sus conferencias de arte recuerdo sus elogios a Miguel Ángel. Una vez comentó que el maestro dormía con las botas puestas, lo que suena mucho más imponente que dormir con los zapatos puestos, como he hecho yo. En nuestro aula de vida en la antigua Liga de Estudiantes de Arte, había un estudio de Kenyon Cox de una chica desnuda con el pelo rojo, un magnífico ejemplo, en óleos, de la vida vital en bruto, un lienzo inolvidable. Tenía un agujero cuando lo vi por última vez, y no sé qué fue de él. 
 
En su obra madura, sin embargo, Kenyon Cox buscó la dignidad clásica; Recuerdo una foto suya, llamada "El vuelo del ideal", que me pareció un símbolo de sus aspiraciones. Para mí, por el contrario, era la tierra lo que era atractivo, la representación de los humanos de mi elección. Sin embargo, mi estudio de la antigüedad en la escuela de arte me hizo simpatizar con este devoto serio del clasicismo.

### Teoría artística

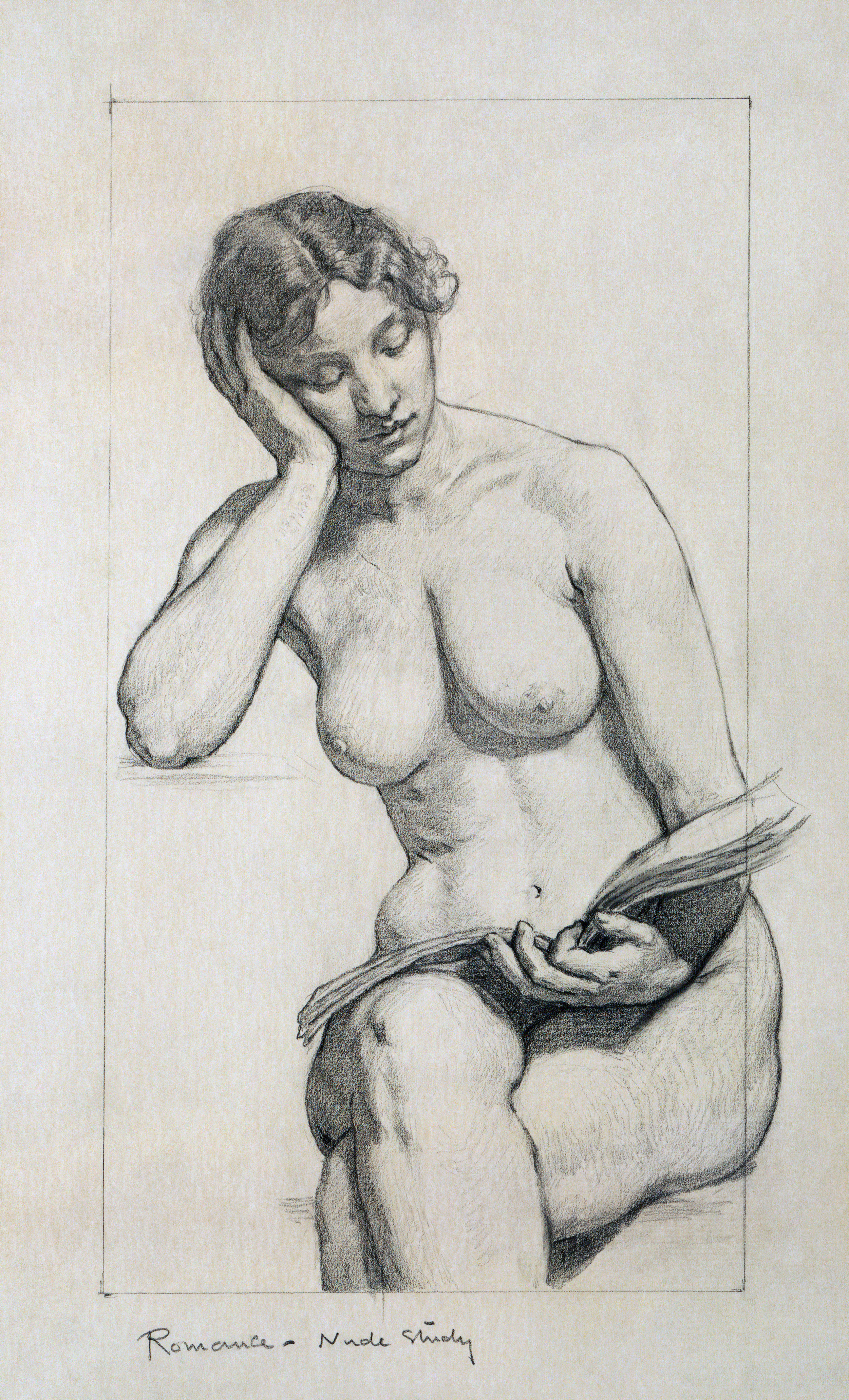
Estudio desnudo en grafito; dibujo preparatorio para la figura alegórica del romance en el mural The Arts en el edificio Jefferson de la Biblioteca del Congreso. Dibujo creado en 1896, restaurado digitalmente.

El arte de Cox era muy diferente de los estilos cubista, neoimpresionista, fauvista, expresionista y modernista que surgieron durante su vida. Abogó por un dibujo cuidadoso y un color modulado, y utilizó con frecuencia la alegoría y el simbolismo para presentar sus ideas. Cox pintó de manera realista y se ganó una reputación por sus paisajes, retratos y estudios de género. Sus desnudos idealizados y el tratamiento tradicional de los temas clásicos tenían poco en común con el arte popular de vanguardia de la época. Más tarde, en 1912, Cox escribió un artículo para el Boletín del Museo Metropolitano de Arte llamado «Dos formas de pintar». En este artículo describe la diferencia entre el arte figurativo que estaba haciendo y el arte abstracto o figurativo más de moda. En el artículo cuenta el prejuicio que sentía como artista figurativo más tradicional:

La presión por la conformidad está del otro lado y son los métodos más antiguos los que necesitan justificación y explicación. Los prejuicios de los trabajadores y de los escritores se han ido convirtiendo paulatina y naturalmente en los prejuicios de al menos una parte del público, y se ha hecho necesario demostrar que la pequeña minoría de artistas que todavía siguen los viejos caminos no lo hacen por ignorancia o por la estupidez o un conservadurismo impasible, menos por capricho voluntario que por necesidad; porque esos caminos son los únicos que los pueden llevar a donde quieren ir.

Cox, firmemente leal a la preservación de los «métodos más antiguos», se opuso a los estilos modernos. En su libro de 1917 Sobre la pintura: consideraciones teóricas e históricas, Cox reafirmó sus sentimientos anteriores sobre las «Dos formas de pintar» diciendo:

Así pues, durante al menos catorce mil años, desde la época de los trogloditas hasta nuestros días, la pintura ha sido un arte imitativo, y parece probable que continúe siéndolo. Que, dentro de unos pocos años, invierta por completo su corriente y fluya en la dirección opuesta durante miles de años por venir parece muy improbable, por no decir increíble. Sin embargo, se nos dice gravemente que está a punto de hacer esto; que, de la mano de su elemento representativo, alcanzó su forma final y definitiva, y que no es posible más cambios. En adelante, mientras los hombres vivan en el mundo, se contentarán con un arte no representativo, un arte fundamentalmente diferente del que han conocido, practicado y disfrutado.

Cox trató de persuadir al mundo del arte y al público para que apreciaran una vez más el arte figurativo tradicional. Sus escritos sobre el tema se hicieron muy populares; sin embargo, su arte no lo hizo.

### Murales

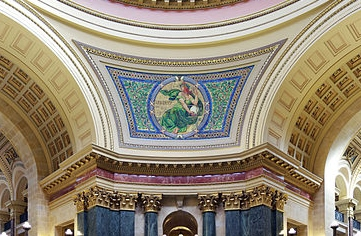
Diseño del mural Libertad por Kenyon Cox, interior de la cúpula del capitolio del estado de Wisconsin.

Kenyon Cox comenzó a centrarse más en la pintura mural después de la Exposición Colombina Mundial de 1893 en Chicago. Pintó murales en los edificios del capitolio estatal de Des Moines, St. Paul y Madison, así como en otros juzgados, bibliotecas y edificios universitarios. Entre 1896 y 1897, Cox pintó murales en la Biblioteca del Congreso en Washington D. C.; también hizo numerosos mosaicos para lugares como el edificio del Capitolio del Estado de Wisconsin.
En 1910 Kenyon Cox recibió la Medalla de Honor por la pintura mural de la Architectural League. También se desempeñó como presidente de la Sociedad Nacional de Pintores Murales de 1915 a 1919.

### Poesía

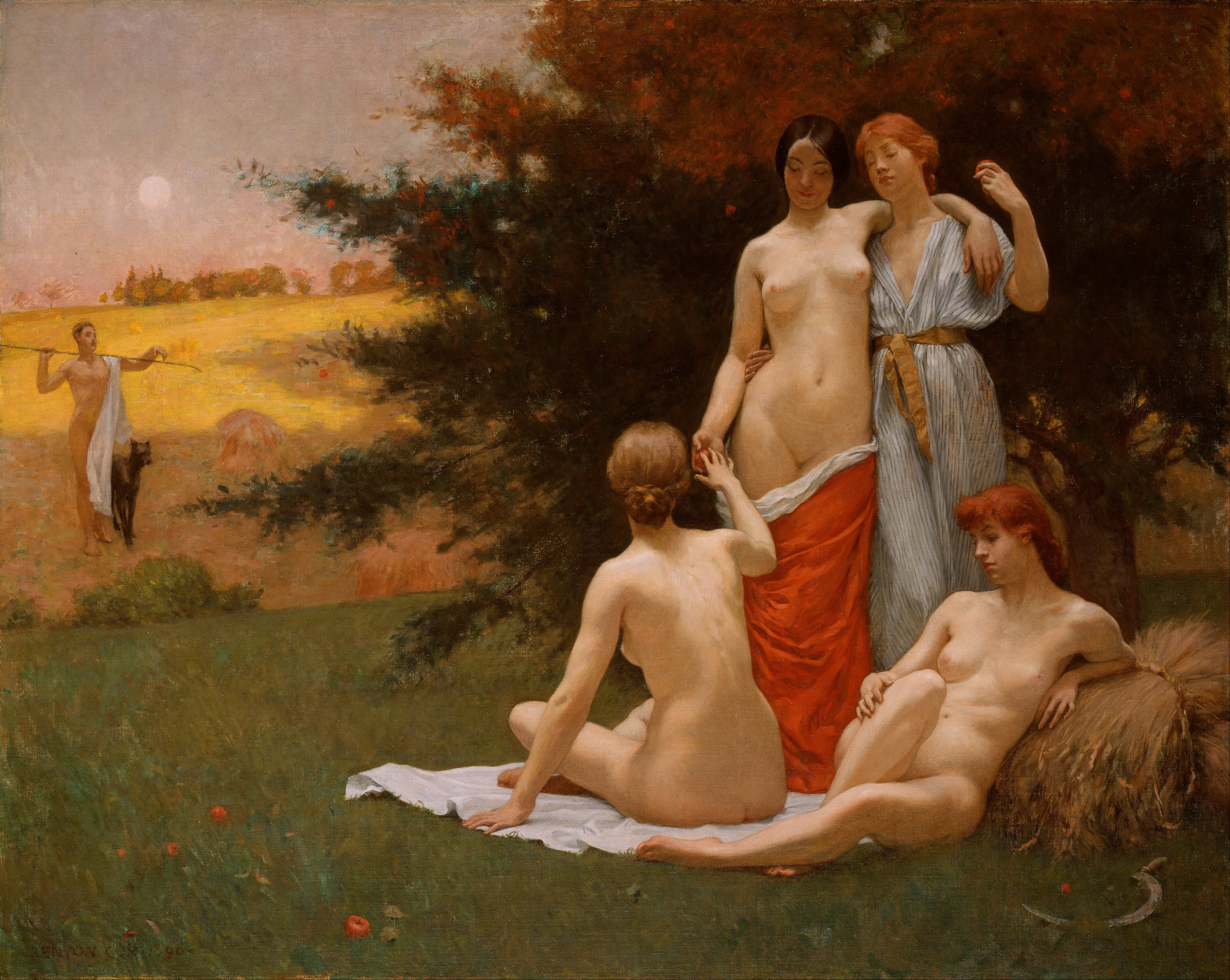
Una égloga.

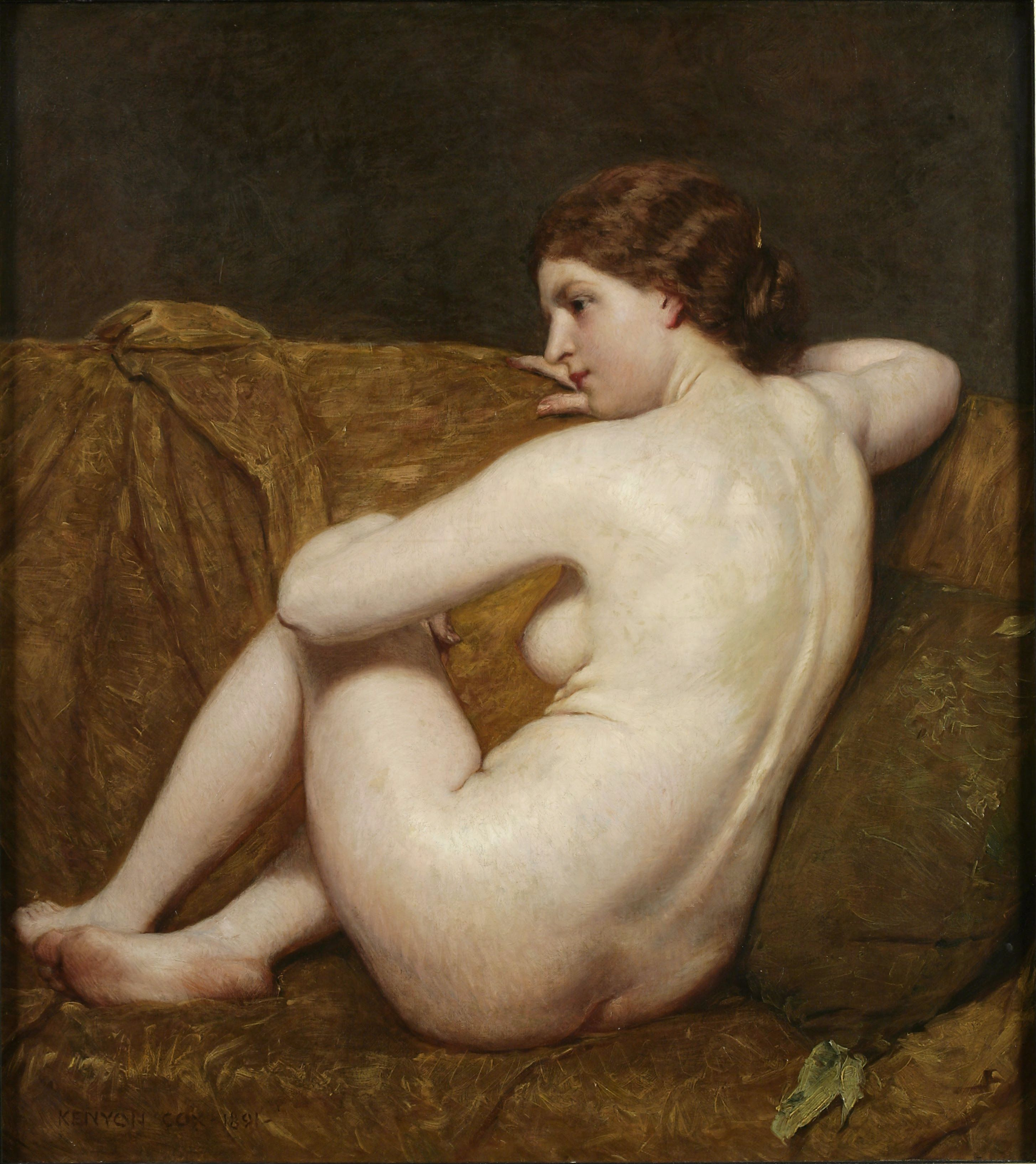
Una rubia.

Kenyon Cox también comenzó a escribir más artículos y se convirtió en crítico de arte para numerosas revistas en Nueva York, incluidas The Nation, Century y Scribner's. En el verano de 1883, Cox comenzó a escribir poesía para el público:
She lived in Florence centuries ago,

That lady smiling there.

What her name or rank I do not know—

I know that she was fair.

For some great man — his name, like hers, forgot

And faded from Men's sight—

Loved her — he must have loved her — and has wrought

This bust for our delight.

Whether he gained her love or had her scorn

Full happy was his fate.

He saw her, heard her speak; he was not born

Four hundred years too late.

The palace throngs in every room but this —

Here I am left alone.

Love, there is none to see — I press a kiss

Upon thy lips of stone.
Este poema fue un gran éxito en los círculos artísticos de la ciudad de Nueva York y le valió a Cox mucha atención. Según Wayne H. Morgan, quien escribió el libro, Kenyon Cox : a Life in American Art 1856-1919, «El poema y su Dama Desconocida simbolizaron la necesidad entre los artistas, especialmente aquellos con intereses clásicos, de una emoción intensa expresada a través de formas aceptables y de la idealización de las mujeres». El propio Cox pintó muchas mujeres idealizadas, principalmente en forma de desnudo clásico.

En 1895, Cox publicó otro poema, «El evangelio del arte», que resumía su idealismo sobre el papel del artista en la intensificación de la emoción a través del sacrificio y sobre la función del arte en la cultura:
Work thou for pleasure; paint or sing or carve

The thing thou lovest, though the body starve.

Who works for glory misses oft the goal;

Who works for money coins his very soul;

Work for the work's sake, then, and it may be

That these things shall be added unto thee.
En 1904, Cox escribió el libro Mixed Beasts donde combinó los nombres de diferentes bestias que creía que fluían juntas para formar otro nombre como Bumblebeaver o Kangarooster. Luego compuso poemas cortos para acompañar a cada nueva bestia. En 2005 se lanzó una nueva versión de Mixed Beasts. Todavía contenía la mayoría de los versos originales de Cox, pero también incluía aportes e ilustraciones de Wallace Edwards.

### Matrimonio

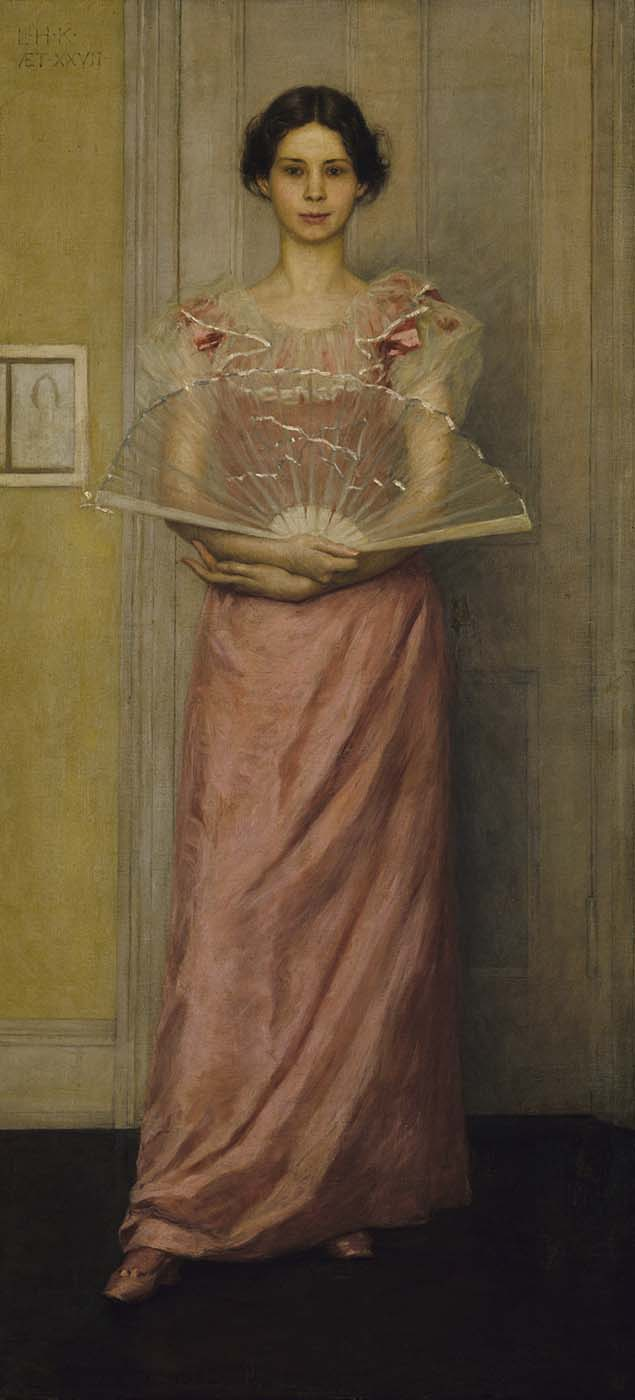
Kenyon Cox, Retrato de Louise Howland King Cox, 1892. Kenyon Cox le escribió a su madre: «Mucho antes de sentir la emoción del amor, sabía que sería la mejor esposa del mundo para mí si la amaba... Cuando el amor vino a sumarse a la amistad y la confianza, me sentí seguro y por eso tenemos la intención de casarnos tan pronto como podamos».

Mientras trabajaba en Nueva York, Cox comenzó a enseñar en la Liga de estudiantes de arte. Una de sus alumnas, Louise Howland King de San Francisco, llamó la atención de Cox y comenzaron a escribirse fuera de clase. En una de sus primeras cartas a Louise, Cox trató de convencerla de que siguiera con su escritura artística: «Debemos trabajar por el bien del trabajo. Dices que casi olvidas por qué pintas; bueno, hace mucho tiempo que me convencí de que pinto porque no puedo evitarlo, porque amo el trabajo en sí mismo y preferiría ser un pintor miserablemente malo que un hombre exitoso en cualquier otro trabajo, porque el mero placer de intentar e incluso la emoción del fracaso son los únicos verdaderos placeres para mí».
El 30 de junio de 1892, Cox, de treinta y seis años, se casó con Louise Howland King, de veintisiete años. La pareja ejecutó los murales que decoraron el Edificio de Artes Liberales en la Exposición Colombina de 1893 en Chicago. Tuvieron tres hijos. Leonard, nacido en 1894 y llamado así por Leonard Opdycke, héroe de guerra de la Primera Guerra Mundial y tuvo una carrera en planificación urbana y arquitectura. Allyn, nacido dos años después, se convirtió en artista, particularmente conocido por sus pinturas murales, y decorador de interiores. Caroline, nacida en 1898, también fue una artista talentosa.

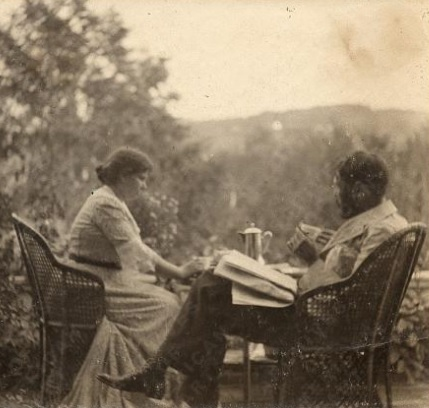
Louise y Kenyon Cox, 1896
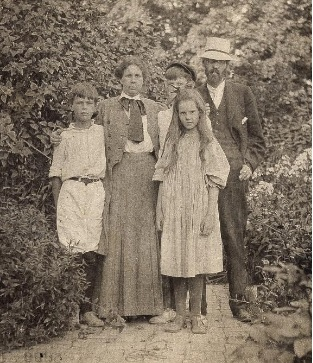
Allyn, Louise, Leonard, Caroline y Kenyon Cox, alrededor de 1906

### Últimos años
Cox continuó pintando, enseñando y escribiendo hasta su muerte el 17 de marzo de 1919. Murió en su casa de Nueva York de neumonía. Una parte importante de los documentos personales y profesionales de Cox, incluida una extensa correspondencia, se encuentra en el Departamento de Dibujos y Archivos de la Biblioteca Avery de Arquitectura y Bellas Artes de la Universidad de Columbia en la ciudad de Nueva York.

## Obras selectas
- Después de Boltraffio, Sacre Conversazione (óleo sobre lienzo), 1878-1882, propiedad del Smithsonian American Art Museum, Washington, D.C.
- Estudio para mosaico, capital del estado de Wisconsin, Justicia (óleo sobre lienzo), 1913, propiedad del Museo Smithsoniano de Arte Americano, Washington, D.C.
- Mural en Oberlin College, El espíritu del amor abnegado, 1914
- ¡La espada está desenvainada, la Armada la defiende!, Cartel de reclutamiento de la Marina de los Estados Unidos, 1917

## Obras escritas
- Viejos maestros y nuevos, 1905
- Pintores y escultores, 1907
- Sobre la pintura: consideraciones teóricas e históricas, 1917